# Чариш
Чарѝш (на руски: Чарыш) е река в Русия, Южен Сибир, Република Алтай и Алтайски край ляв приток на река Об. Дължината ѝ е 547 km, която ѝ отрежда 171-во място по дължина сред реките на Русия.
Река Чариш води началото си от северните склонове на Коргонския хребет в планината Алтай, в Република Алтай на 1470 m н.в. В горното си течение протича през планински райони в северозападно направление в дълбока и тясна долина, с множество прагове, теснини и бързеи. При село Чаришкое, Алтайски край излиза от планината и навлиза в южните, степни райони на Южен Сибир. Тук долината ѝ се разширява, появява се заливна речна тераса, по която реката меандрира, като образува старици, протоци и непостоянни острови. След село Краснощеково Чариш завива на север, а след това на изток като образува голяма, изпъкнала на запад дъга. При село Уст Калманка посаката на течението става североизточна и при село Уст Чариш се влива отляво в река Об, при нейния 3550 km, на 139 m н.в.
Водосборният басейн на Чариш обхваща площ от 22 200 km2, което представлява 0,74% от водосборния басейн на река Об. Във водосборния басейн на реката попадат части от териториите на Република Алтай и Алтайски край.
Границите на водосборния басейн на реката са следните:
- на изток – водосборния басейн на река Ануй, ляв приток на Об;
- на югоизток – водосборния басейн на река Катун (лява съставяща на Об);
- на юг – водосборния басейн на река Иртиш, ляв приток на Об;
- на запад – водосборния басейн на река Алей, ляв приток на Об.

Река Катун получава 54 притока с дължина над 10 km, като 4 от тях са дължина над 100 km. По-долу са изброени всичките тези реки, за които е показано на кой километър по течението на реката се вливат, дали са леви (→) или (←), тяхната дължина, площта на водосборния им басейн (в km2) и мястото където се вливат.
- 346 → Иня 110 / 1480, на 8 km северозападно от село Уст Чагирка, Алтайски край
- 335 → Белая 157 / 1470, при село Уст Белое, Алтайски край
- 318 ← Маралиха 108 / 1230, при село Маралиха, Алтайски край
- 233 → Локтевка 111 / 1610, при село Елцовка, Алтайски край

Подхранването на река Чариш е смесено, като преобладава снежното. Среден годишен отток при село Уст Калманка, Алтайски край (на 82 km от устието) 192 m3/s. Пълноводието на реката е много продължително (от април до юли), като в началото е за сметка на снеготопенето в равнинната част (долното течение), а след това в планината на различна надморска височина. По време на маловодието през есента, често се наблюдават краткотрайни прииждания в резултата на поройни дъждове. Максималното водно ниво е обикновено в края на април (в долното течение до 5 m), средата на май (в средното течение до 3 m) и в края на май (в горното течение до 2,5 m). По време на пълноводието заливната тераса на реката се наводнява. Замръзва от началото до средата на ноември, а се размразява в началото или средата на април, като дебелината на леда достига до 1,5 m. По време на пролетното размразяване, което продължава от 3 до 7 денонощия в плитчините и меандрите на реката се образуват задръствания, предизвикващи разливането на реката и наводняването на ниските места в долината ѝ
По течението на реката са разположени селата:
- Република Алтай – Уст Кан (районен център);
- Алтайски край – Чаришкое, Краснощеково и Уст Калманка (районни центрове).

Чариш е плавателна на 84 km от устието си до село Уст Калманка, но регулярно корабоплаване по реката не се извършва.